# آسپرگ
شهر آسپبرگ (به آلمانی: Asperg) در ایالت بادن-وورتمبرگ در کشور آلمان واقع شده است.